# Keller (motorfiets)
Keller is een historisch merk van motorfietsen.
De bedrijfsnaam was Kel-Cha Motor AG, Camorino, Tessin.
Keller was een Zwitsers merk van constructeur Charles Keller dat van 1929 tot 1932 een kleine productie had van interessante en bijzondere eencilinders met 347 cc zijklep-blokmotor.
Deze motor was mooi afgewerkt een geïntegreerde versnellingsbak en een enorme oliepan. Het motorblok bestond bijna helemaal uit aluminium, met uitzondering van de gietstalen cilinderkop. Toch kon de versnellingsbak gemakkelijk en met weinig gereedschap worden gedemonteerd. De magneetontsteking, accu en de gereedschapskast waren ook in het motorblok ondergebracht. De instrumenten waren in de bovenkant van de brandstoftank ingebouwd.
De Keller Kel-Cha 400 was dankzij deze mooie afwerking peperduur en werd dan ook slechts mondjesmaat verkocht.